# Deblois (Maine)
Deblois ist eine Town im Washington County des Bundesstaates Maine in den Vereinigten Staaten. Im Jahr 2020 lebten dort 74 Einwohner in 60 Haushalten (in den Vereinigten Staaten werden auch Ferienwohnungen als Haushalte gezählt), auf einer Fläche von 93,47 km².

## Geographie
Nach dem United States Census Bureau hat Deblois eine Gesamtfläche von 93,47 km², von der 92,83 km² Land sind und 0,65 km² aus Gewässern bestehen.

### Geographische Lage
Deblois liegt im Westen des Washington Countys und grenzt an das Hancock County. Im Norden grenzt die Big Brook Flowrage an, mehrere kleinere Seen verteilen sich über das Gebiet. Der Narraguagus River durchfließt das Gebiet in südliche Richtung. Die Oberfläche ist eher eben, ohne höhere Erhebungen.

### Nachbargemeinden
Alle Entfernungen sind als Luftlinien zwischen den offiziellen Koordinaten der Orte aus der Volkszählung 2010 angegeben.
- Norden: Beddington, 10,0 km
- Osten: North Washington, Unorganized Territory, 50,6 km
- Süden: Cherryfield, 11,6 km
- Westen: East Hancock, Hancock County, Unorganized Territory, 27,4 km

### Stadtgliederung
In Deblois gibt es mit Deblois nur ein Siedlungsgebiet.

### Klima
Die mittlere Durchschnittstemperatur in Deblois liegt zwischen −7,7 °C (18 °F) im Januar und 20,0 °C (68 °F) im Juli. Damit ist der Ort gegenüber dem langjährigen Mittel der USA um etwa 9 Grad kühler. Die Schneefälle zwischen Oktober und Mai liegen mit bis zu zweieinhalb Metern mehr als doppelt so hoch wie die mittlere Schneehöhe in den USA; die tägliche Sonnenscheindauer liegt am unteren Rand des Wertespektrums der USA.

## Geschichte
Das Gebiet wurde unter der Bezeichnung Township No. 17 Middle Division, Bingham's Penobscot Purchase (T17 MD BPP) vermessen. Eine erste Organisation erfolgte 1841 als Annsburg Plantation. Deblois wurde am 4. März 1852 als Town organisiert.
Deblois war Teil von William Binghams östlichem Bingham Purchase. Dieses Gebiet wurde von Colonel Black, dem Vertreter des Eigentümers, an William W. Woodburry und Daniel C. Emery verkauft. Die Urkunde, die gegen Zahlung des Kaufgeldes zu liefern war, ging an die City Bank of Portland, die den Restbetrag des Kaufgeldes bezahlte und an die anderen Käufer ihre Zinsen zahlten. Es wurde anschließend von ihnen an William Freeman Jr. aus Cherryfield abgegeben. Als die Town 1852 organisiert wurde, erhielt sie ihren Namen zu Ehren von Thomas Amory Deblois, dem Präsidenten der Bank, die Eigentümer gewesen war.

### Einwohnerentwicklung
| Volkszählungsergebnisse – Town of Deblois, Maine | Volkszählungsergebnisse – Town of Deblois, Maine | Volkszählungsergebnisse – Town of Deblois, Maine | Volkszählungsergebnisse – Town of Deblois, Maine | Volkszählungsergebnisse – Town of Deblois, Maine | Volkszählungsergebnisse – Town of Deblois, Maine | Volkszählungsergebnisse – Town of Deblois, Maine | Volkszählungsergebnisse – Town of Deblois, Maine | Volkszählungsergebnisse – Town of Deblois, Maine | Volkszählungsergebnisse – Town of Deblois, Maine | Volkszählungsergebnisse – Town of Deblois, Maine |
| Jahr                                             | 1800                                             | 1810                                             | 1820                                             | 1830                                             | 1840                                             | 1850                                             | 1860                                             | 1870                                             | 1880                                             | 1890                                             |
| ------------------------------------------------ | ------------------------------------------------ | ------------------------------------------------ | ------------------------------------------------ | ------------------------------------------------ | ------------------------------------------------ | ------------------------------------------------ | ------------------------------------------------ | ------------------------------------------------ | ------------------------------------------------ | ------------------------------------------------ |
| Einwohner                                        |                                                  |                                                  |                                                  |                                                  |                                                  |                                                  | 131                                              | 139                                              | 105                                              | 76                                               |
| Jahr                                             | 1900                                             | 1910                                             | 1920                                             | 1930                                             | 1940                                             | 1950                                             | 1960                                             | 1970                                             | 1980                                             | 1990                                             |
| Einwohner                                        | 73                                               | 69                                               | 75                                               | 62                                               | 55                                               | 59                                               | 26                                               | 20                                               | 44                                               | 73                                               |
| Jahr                                             | 2000                                             | 2010                                             | 2020                                             | 2030                                             | 2040                                             | 2050                                             | 2060                                             | 2070                                             | 2080                                             | 2090                                             |
| Einwohner                                        | 49                                               | 57                                               | 74                                               |                                                  |                                                  |                                                  |                                                  |                                                  |                                                  |                                                  |

## Wirtschaft und Infrastruktur

### Verkehr
Die Maine State Route 193 verläuft in nordsüdlicher Richtung durch die Town.
Der Deblois Flight Strip ist ein öffentliches Flugfeld zentral gelegen in Deblois.

### Öffentliche Einrichtungen
Es gibt keine medizinischen Einrichtungen in Deblois. Die nächstgelegenen befinden sich in Machias.
Deblois besitzt keine eigene Bücherei. Die nächstgelegene ist die Cherryfield Public Library in Cherryfield.

### Bildung
Für die Schulbildung ist das Deblois School Department zuständig. Es gibt keine eigenen Schulen auf dem Gebiet der Town.